# Exetastes igneipennis
Exetastes igneipennis là một loài tò vò trong họ Ichneumonidae.